# 김삼근 (성남시의원)
김삼근(金三根, 1944년 2월 29일 ~ )은 대한민국 사회운동가로 활동하였던 전직 정치가이다.

## 주요 전력
1988년 3월부터 1988년 6월까지 민주정의당 당무위원 등을 3개월간 지내다가 1988년 6월 민정당을 탈당한 후 호남향우회 부회장 등을 지낸 그는 훗날 1995년 7월 1일부터 1998년 7월 1일까지 3년간을 무소속 경기도 성남시의원 직위를 지냈다.

## 주요 경력

### 주요 이력
- 민주정의당 당무위원(1988년 3월 29일 ~ 1988년 6월 18일).
- 민주정의당 경기도 성남 수정지구당위원회 부위원장(1988년 3월 29일 ~ 1988년 6월 18일).
- 경기도 성남 호남향우회 부회장.
- 경기도 성남시의원(1995년 7월 1일 ~ 1998년 7월 1일).
- 새정치국민회의 당무위원 겸 지도위원(1995년 9월 18일).
- 새정치국민회의 탈당(1996년 12월 8일).